# Александра Куинн
Александра Куинн (англ. Alexandra Quinn, настоящее имя — англ. Diane Purdie Stewart, род. 25 марта 1973 г.) — канадская порноактриса, лауреат премий AVN Awards и XRCO Award.

## Ранняя жизнь
Родилась в Гамильтоне, Онтарио, Канада. В подростковом возрасте была гимнасткой и джазовой певицей.

## Карьера
Куинн эмигрировала из Канады с поддельным паспортом и начала карьеру в индустрии развлечений для взрослых в конце 1980-х годов, будучи несовершеннолетней и используя поддельные документы. Она начала танцевать стриптиз в Канаде, когда ей было 14 лет. Два года спустя она познакомилась с порноактрисой Эрикой Бойер и вместе с ней переехала в Лос-Анджелес. Куинн начала сниматься в фильмах для взрослых в возрасте 16 лет после того, как Бойер познакомила её с агентом Джимом Саутом. Куинн подменила год своего рождения на 1968, чтобы формально быть 22-летней во время начала съёмок в фильмах для взрослых. Её первая сцена — в фильме «Космические девы» (Space Virgins), групповая сексуальная сцена с участием пяти человек — двух мужчин и двух других женщин, не считая Куинн. В 1991 году она получила премию AVN Award за лучшую групповую сексуальную сцену — видео вместе с Sunny McKay и Рокко Сиффреди за их исполнение в ролике Buttman's Ultimate Workout. К ноябрю 1991 года она появилась примерно в 100 фильмах для взрослых, 60 из которых были сняты, пока она ещё была несовершеннолетней.

### Раскрытие реального возраста
Однажды Куинн забыла взять на съёмки взрослого фильма поддельное удостоверение личности и решила использовать настоящее, надеясь, что никто не заметит. Она работала в индустрии кино для взрослых больше года, но ей исполнилось 18 лет семь месяцев назад. Это несоответствие на её удостоверении личности показало, что она была несовершеннолетней в своих ранних выступлениях во взрослых фильмах. 31 октября 1991 года индустрия кино для взрослых начала уничтожать десятки фильмов, в которых она участвовала, пока ещё была несовершеннолетней. У неё было хирургическое увеличение груди в день её 18-летия, что позволило легче различать, какие фильмы были сняты, пока она ещё была несовершеннолетней, а какие нет.
Этот случай, наряду с похожим случаем с Трейси Лордз, вызвали дискуссию в средствах массовой информации, которая закончилась принятием в 1996 году Закона о приличиях в области связи.

### Перерыв и возвращение
После того, как был раскрыт реальный возраст Куинн, в индустрии кино для взрослых ей были не рады. Позже она заключила контракт в размере 3500 долларов в неделю со стриптиз-клубом Centerfold в Мемфисе, который был прекращен 28 октября 1993 года, потому что, по словам Куинн, она отказалась разрешить посетителям прикасаться к ней. В 1996 году она связалась с несколькими компаниями по производству фильмов для взрослых, пытаясь возобновить свою карьеру. Чтобы снова начать сниматься во взрослых фильмах на регулярной основе после того, как был обнаружен её реальный возраст, ей потребовалось восемь лет. Во время своего восьмилетнего перерыва она появилась только в пяти порнофильмах. В 2000 году, в возрасте 30 лет, она начала сниматься в жанре MILF. Её, как правило, радушно принимали в индустрии кино взрослых; однако Adam & Eve отказались распространять любые фильмы, содержащие её видеоматериалы. В 2006 году она уходит из индустрии фильмов для взрослых.

## Личная жизнь
Куинн вышла замуж за менеджера стриптиз-клуба Tiffanies в Фениксе, когда ей было 19 лет, но развелась с ним четыре года спустя.
Была свидетелем в расследовании убийства Кристофера Уолша, описанном в романе Nobody Walks.

## Награды и номинации
| Год  | Церемония  | Результат | Номинация                                                                      | Работа                       |
| ---- | ---------- | --------- | ------------------------------------------------------------------------------ | ---------------------------- |
| 1991 | AVN Awards | Победа    | Лучшая сцена группового секса — видео (вместе с Санни Маккей и Рокко Сиффреди) | Buttman's Ultimate Workout   |
| 1991 | AVN Awards | Номинация | Лучшая групповая лесбийская сцена                                              | Rock Me                      |
| 1991 | XRCO Award | Победа    | Сексуальная сцена года (вместе с Sunny McKay и Рокко Сиффреди)                 | Buttman's Ultimate Workout   |
| 2002 | AVN Awards | Номинация | Лучшая сцена группового секса                                                  | Up Your Ass 18               |
| 2002 | AVN Awards | Номинация | Лучшая сцена анального секса                                                   | Double Stuffed Honeys 2      |
| 2002 | AVN Awards | Номинация | Лучшая сцена анального секса                                                   | Heavy Metal 2                |
| 2003 | AVN Awards | Номинация | Лучшая сцена группового секса(вместе с Джино Греко, Мэйсон и William H.)       | Lady Fellatio 2              |
| 2003 | AVN Awards | Номинация | Лучшая сцена орального секса                                                   | Gag Factor 9                 |
| 2003 | AVN Awards | Номинация | Лучшая сцена анального секса                                                   | Where the Fuck's The G Spot? |

## Избранная фильмография
- American Bukkake # 20
- Anal Addicts # 4
- Anal Climax # 1
- Anal Revolution
- Anal Woman
- Black On White
- Cock Smokers # 39
- Gag Factor # 9
- Gang Bang Girl # 30
- Handjobs # 6
- Heavy Metal # 2
- Lady Fellatio # 2
- Midget On Wheels
- Oral Addiction (Seu primeiro filme)
- Slutwoman 2
- Taboo # 8, # 9
- Twin Cheeks # 3, # 4
- Up Your Ass # 18
- Scuk It Dry # 1